# El Salvador en los Juegos Paralímpicos de Río de Janeiro 2016
El Salvador estuvo representado en los Juegos Paralímpicos de Río de Janeiro 2016 por un deportista masculino. El equipo paralímpico salvadoreño no obtuvo ninguna medalla en estos Juegos.